# Джаншиев, Игорь Николаевич
И́горь Никола́евич Джанши́ев (1946) — советский футболист, полузащитник.

## Карьера
Выступал за «Торпедо» (Кутаиси), «Трактор» (Волгоград), «Торпедо» (Тольятти) и «Химик» (Дзержинск).
Брат — Феликс Джаншиев (1954 г.р.) — футболист, в 1973 году вместе играли за «Торпедо» (Тольятти).